# شرف‌الدین رامی
شرف الدین حسن بن محمد رامی (درگذشتهٔ ۷۹۵ ه‍.ق)، دانشمند، سخنور و شاعر سده هشتم هجری ایرانی است. محمدعلی تربیت، رامی را در صنایع شعری، ماهر و استاد شمرده و گفته‌است وی در مقابل حدائق‌السحر وطواط کتابی بعنوان «حدائق‌الحقایق» بنام سلطان اویس تالیف کرده‌است و «انیس‌العشاق» نیز یکی دیگر از تألیفات اوست که مجموعهٔ مترادفات جوارح و اعضا یا سفینه اوصاف سراپای محبوبه‌هاست و بدین سبک و شیوه کتابی بی‌نظیر به زبان پارسی است. وی در عهد شاه منصور آخرین پادشاه آل مظفر ملک‌الشعرای عراق بود، و با سلمان ساوجی و خواجه عبدالقادر مراغه‌ای هم‌عصر بود.